# Ключевые показатели эффективности губернаторов
Ключевые показатели эффективности губернаторов — перечень экономических показателей, оценивающие эффективность деятельности органов исполнительной власти субъекта Российской Федерации, утверждаемые Президентом Российской Федерации, методы расчетов которых устанавливаются Правительством Российской Федерации.

## История
Ранее, согласно статье 26.3-2 Федерального закона от 6 октября 1999 г. № 184-ФЗ «Об общих принципах организации законодательных (представительных) и исполнительных органов государственной власти субъектов Российской Федерации» (федеральный закон утратил силу) Президент страны утверждал Перечень показателей для оценки эффективности деятельности органов исполнительной власти субъекта Российской Федерации, а глава субъекта Российской Федерации представлял ему доклады о фактически достигнутых и планируемых значениях показателей.
В настоящее время, согласно статье 35 «Оценка эффективности деятельности исполнительных органов субъекта Российской Федерации» Федерального закона от 21 декабря 2021 г. N 414-ФЗ «Об общих принципах организации публичной власти в субъектах Российской Федерации», Президент Российской Федерации утверждает Перечень показателей для оценки эффективности деятельности высших должностных лиц субъектов Российской Федерации и деятельности исполнительных органов субъектов Российской Федерации. Порядок и сроки представления таких докладов устанавливаются Президентом Российской Федерации. Доклады о достигнутых субъектами Российской Федерации и планируемых значениях показателей Правительство Российской Федерации представляет Президенту Российской Федерации
Первый Указ «Об оценке эффективности деятельности органов исполнительной власти субъектов Российской Федерации» был опубликован в июне 2007 года. В Перечень показателей Указа входили 43 пункта, которые дополнили до 48 в 2010 году. 
В августе 2012 года, Перечень показателей в Указе был сокращён с 48 до 12 пунктов. 
В ноябре 2017 года Перечень в Указе был вновь пересмотрен, количество показателей выросло до 24 пунктов. 
Указ в апреле 2019 года снизил количество показателей для губернаторов с 24 до 15 пунктов. 
4 февраля 2021 года Президент России Владимир Путин подписал Указ об оценке эффективности работы губернаторов, согласно которому глав регионов оценивали по 20 критериям. 
28 ноября 2024 года подписан Указ Президента Российской Федерации «Об оценке эффективности деятельности высших должностных лиц субъектов Российской Федерации и деятельности исполнительных органов субъектов Российской Федерации», согласно которому в Перечень включает 21 показатель.

## Критерии оценки
Ноябрьский перечень включает в себя 21 ключевой показатель оценки высших должностных лиц субъектов Российской Федерации и деятельности исполнительных органов субъектов Российской Федерации:
1. Доверие к власти (доверие к Президенту Российской Федерации, высшим должностным лицам субъектов Российской Федерации, уровень которого определяется в том числе посредством оценки общественного мнения в отношении достижения субъектами Российской Федерации национальных целей развития Российской Федерации).
2. Численность населения субъекта Российской Федерации.
3. Суммарный коэффициент рождаемости.
4. Ожидаемая продолжительность жизни при рождении.
5. Уровень бедности.
6. Удовлетворенность граждан условиями для занятий физической культурой и спортом.
7. Удовлетворенность участников специальной военной операции условиями для медицинской реабилитации, переобучения и трудоустройства.
8. Уровень образования.
9. Эффективность системы выявления, поддержки и развития способностей и талантов у детей и молодежи.
10. Доля людей, вовлеченных в добровольческую деятельность.
11. Условия для воспитания гармонично развитой, патриотичной и социально ответственной личности.
12. Количество семей, улучшивших жилищные условия.
13. Объем ввода в эксплуатацию жилой и нежилой недвижимости.
14. Качество среды для жизни в опорных населенных пунктах.
15. Доля автомобильных дорог крупнейших городских агломераций и автомобильных дорог регионального значения (включая дороги, отнесенные к опорной сети автомобильных дорог), соответствующих нормативам.
16. Доля парка общественного транспорта, имеющего срок эксплуатации не старше нормативного, в агломерациях и городах.
17. Качество окружающей среды.
18. Темп роста (индекс роста) реального среднедушевого денежного дохода населения.
19. Темп роста (индекс роста) физического объема инвестиций в основной капитал, за исключением инвестиций инфраструктурных монополий (федеральные проекты) и бюджетных ассигнований федерального бюджета.
20. Темп роста дохода в расчете на одного работника субъекта малого и среднего предпринимательства.
21. «Цифровая зрелость» государственного и муниципального управления, ключевых отраслей экономики и социальной сферы, в том числе здравоохранения и образования.

## Проблема
Президент Центра прикладной социологии и политологии Геннадий Подлесный отмечает, что публикация мер сравнимости результатов работы высших должностных лиц страны необходимы для населения и должны быть им понятны. Это важный шаг для оздоровления климата в стране. Бывший глава Забайкалья Константин Ильковский добавил, что «обязательно должны существовать какие-то критерии оценки для деятельности губернатора. Сложилась ситуация, когда губернатор отвечает абсолютно за все. И по выполнению или невыполнению одного из критериев не всегда можно оценить губернаторскую работу.» В целом, бывший губернатор Омской области Леонид Полежаев отметил, что «теперь оценочные рамки стали определенными и совпали с целевыми показателями майских указов президента, а без реализации губернаторских критериев выполнить майские указы не получится».
Владимир Путин ещё по итогам заседания президиума Государственного совета 23 ноября 2018 года одобрил новый перечень показателей для оценки эффективности губернаторов по выполнению майского указа 2018 года:
Когда смотрю и читаю запланированные показатели, условно, конечно, что нужно увеличить количество посещений учреждений культуры в два раза, сразу возникают вопросы: кто будет посещать эти учреждения культуры, какие это учреждения культуры? Это будут одни и те же люди, будут просто чаще ходить, либо это разные люди? И самое главное, что они там увидят, услышат, почувствуют? Насколько то, что люди увидят, услышат, почувствуют, будет соответствовать тому, чтобы люди чувствовали свою неразрывную связь с национальной культурой, могли бы гордиться сегодняшними достижениями культуры? И так далее. То же самое касается инфраструктуры. Но увеличить количество дорог с 30–35 процентов до 40–45, довести до нормативного состояния – не очень понятно, правда? Ям не будет больше на дороге или они останутся? Или просто нормативы изменят, и то, что сегодня 30–35, завтра уже будет считаться 40–50, а ямы и колдобины как были, так и останутся. Понимаете, нам нужно не формулировки красивые и гладкие формулировать и писать на бумажке, а нужно, чтобы всё это было в жизни, чтобы изменения дошли до каждого человека, чтобы люди это почувствовали, в том числе, кстати говоря, по результатам общей работы и на уровне жизни, на уровне заработной платы, на пенсиях. Чтобы это тоже были не средние показатели, усреднённые, а чтобы это было, как мы с вами знаем и как это важно для людей, чтобы это были реальные деньги, а не какие-то проценты усреднённые. Что называется, «на руки». Сколько люди получают сегодня, завтра, послезавтра – это важно.

## Мнения
Критерий «Уровень доверия к власти», на первый взгляд, подобен двум старым критериям: «Оценка населением деятельности органов исполнительной власти субъекта Российской Федерации» и «Оценка населением эффективности деятельности органов государственной власти Российской Федерации». Этот показатель на первом месте. «Доверие населения», по мнению Леонида Полежаева, «будет напрямую зависеть от выполнения остальных критериев. Сам по себе этот критерий не имеет методики расчёта и является композитом исполнения всех остальных критериев». Но теперь население напрямую не будет субъективно оценивать эффективность работы госвласти. Директор региональных программ Института социальной политики Наталья Зубаревич также считает, что «эти индикаторы невозможно измерить, да и методик нет для этого». «Все это сугубо вторично по отношению к реальным измерениям, которые приняты в России: в регионе все тихо, выборы прошли, все молчат, ну и хорошо. Реальное измерение доверия населения — нормальные выборы».
Вместо критерия «Уровень безработицы» появился критерий из майских указов «Количество высокопроизводительных рабочих мест во внебюджетном секторе экономики». Можно предположить, что проблема с неполной регистрацией безработных, привела к отказу от данного критерия в новом перечне. Однако, директор Института региональных проблем Дмитрий Журавлев считает, что методика расчёта количества высокотехнологичных рабочих мест лукава. Все это пожелания, потому что этот критерий невозможно посчитать.
Среди критериев оценки работы губернаторов — «Доля городов (населенных пунктов) с благоприятной городской средой в регионе». По мнению экс-главы Забайкалья Константина Ильковского, «довольно сложно будет добиваться высоких результатов по данному критерию. Ведь речь идет не только о безбарьерной среде и благоустройстве. Но и о доступности мест в детских садах, отсутствии второй смены в школах, городской экологии и так далее. А это уже всё зависит от размера регионального бюджета. Исторически сложившуюся в регионе неблагоприятную ситуацию сложно изменить даже не за один, а за два губернаторских срока».